# St. Luzia und Willibrord (Silbach)
Die katholische Pfarrkirche St. Lucia und Willibrord ist ein denkmalgeschütztes Kirchengebäude in Silbach, einem Stadtteil von Winterberg im Hochsauerlandkreis (Nordrhein-Westfalen).

## Geschichte
Der Ort wurde 1803 von einer Feuersbrunst heimgesucht. Es blieben nur sechs Häuser stehen, auch die Kapelle brannte ab. Etwa 60 Meter unterhalb der ehemaligen Kapelle wurde das heutige Gebäude 1809 errichtet. Die Längswände der ursprünglich einfachen Saalkirche mit 3/8-Schluss sind durch je drei Rundbogenfenster gegliedert. Das Gebäude wurde aus heimischem Bruchstein gemauert und auf der Wetterseite rau verputzt. Die Fenstersohlbänke wurden aus im Ort gebrochenen Schiefer gefertigt. Eine Erweiterung durch einen rechteckigen Chor und daran anschließend eine rechteckige Sakristei wurde 1902 vorgenommen. Es wurde eine verputzte Holzbalkendecke eingezogen. Das Rundbogenportal in der Westfront bekam 1902 die dazugehörigen Pilaster. In der Nische über dem Gebälk steht eine Sandsteinfigur der Hl. Lucia. Der Dachreiter ist mit einer Zwiebelhaube bekrönt. In dem kleinen Türmchen über dem Choransatz wurde eine Chorglocke aufgehängt. 1964 erfolgte ein großer Anbau und der Bau eines Kirchturms im Stil der Zeit.